# Clytie sabaea
Clytie sabaea är en fjärilsart som beskrevs av Edward P. Wiltshire 1947. Clytie sabaea ingår i släktet Clytie och familjen nattflyn. Inga underarter finns listade i Catalogue of Life.